# Феона Олексій Миколайович
Феона Олексій Миколайович (* 30 березня (18 березня) 1879, Бєльці — † 20 вересня 1949, Ленінград) — видатний діяч радянської оперети, актор і режисер, заслужений діяч мистецтв РРФСР (1941), народний артист Карельської АРСР (1943), організатор Ленінградського театру музичної комедії.
В 1937 і 1940 ставив оперети в Київському театрі музичної комедії (нині — театр оперети).

## Життєпис
Народився 30 березня (18 березня) 1879 у Бєльцях в родині бесарабського поміщика, який згодом став Кишинівським мировим суддею. Олексій спочатку навчався в Одесі, а з часом переїхав до Петербурга вчитися в університеті. Через бажання стати актором кинув університет і перейшов у драматичну школу при Александринському театрі (клас акторської майстерності В. М. Давидова (І. М. Горєлова)), навчався співу у Й. В. Тартакова. Після закінчення цієї школи у 1905 році стає актором петербурзького драматичного театру В. Ф. Коміссаржевської, з 1911 — петербурзьких театрів оперети «Буф» і «Палас».
У 1913 році виступав у Києві в складі трупи антрепренера М. П. Лівського (Лівенсона), виконував головну роль в опереті «Маленький король» Імре Кальмана.
Як режисер почав роботу в 1917 в Петроградському театрі «Буф» постановником оперет «Циганська любов» Легара та «Сільва» Кальмана (перша постановка в Росії).
У 1919 в Ленінградському театрі опери та балету поставив оперу «Фауст» (партію Мефістофеля виконував Ф. І. Шаляпін).
У 1919–1927 — режисер Ленінградського Малого оперного театру, де здійснив постановку низки спектаклів, зокрема «Алеко» С. Рахманінова (спільно з Ф. Шаляпіним, який виконував також заголовну партію), «Луїза» Г. Шарпантьє, «Студент-жебрак» Карла Міллекера. Також продовжував акторську роботу в різних ленінградських театрах.
Організував у 1928 Ленінградський театр музичної комедії (1929–1931, 1934–1930, 1941–1942, режисер і художній керівник).
У 1937–1941, 1945–1948 — художній керівник Ленінградського обласного театру оперети.
У 1942–1944 — художній керівник театру музичної комедії Карельської АРСР.
У різні роки ставив спектаклі в Московському театрі оперети, в театрах музичної комедії Києва, Харкова, Одеси, Риги, а також в Ленінградському мюзик-холі.
В 1937 і 1940 ставив оперети в Київському театрі музичної комедії. «Пародійна Оффенбахова оперета „Синя борода“ в постановці відомого ленінградського режисера О. Феона стає значною мистецькою перемогою київського колективу. О. Феона слідом за С. Каргальським відкрив чарівну принадність опереткової класики».
Пішов з життя 20 вересня 1949. Похований у Санкт-Петербурзі на «Літераторських містках» Волковського кладовища.
Його син Олексій Олексійович Феона (1919–1977) був відомим артистом Московського театру оперети

## Ролі
- Лярус («Єва» Ф. Легара)
- Король Чуланглінглонг («Король веселиться» Р. Нельсона)
- Ферфакс («Гейша» С. Джонса)
- Граф Данило («Весела вдова» Ф. Легара)
- Едвин і Боні («Сільва» І. Кальмана)
- Гаспар («Корневільські дзвони» Р. Планкета)
- Флорідор («Нітуш» Ф. Ерве).

Знявся у фільмах Володимира Гардіна «Кастусь Калиновський» і «Поет і цар» (обидва — 1927).

## Постановки
- «Алеко» С. Рахманінова (спільно з Ф. Шаляпіним)
- «Луїза» Г. Шарпантьє
- «Студент-жебрак» Карла Міллекера
- «Циганська любов» Ф. Легара
- «Сільва» І. Кальмана (1917, перша постановка в Росії)
- «Синя борода» Ж. Оффенбаха (постановка в Київському театрі музичної комедії)